# Энценсбергер, Ханс Магнус
Ханс Магнус Энценсбергер (нем. Hans Magnus Enzensberger; 11 ноября 1929[…], Кауфбойрен, Бавария, Веймарская республика — 24 ноября 2022, Мюнхен) — немецкий поэт, писатель, драматург, эссеист, переводчик, издатель и общественный деятель.

## Биография
Родился в 1929 году в небольшом баварском городке Кауфбойрене в семье главного почтового директора. Детство провёл в Нюрнберге.
Как и все дети государственных служащих, вступил в гитлерюгенд, но был исключен на том основании, что был непослушным возмутителем спокойствия. Во время воздушной войны семья переехала в считавшийся безопасным городок Вассертрюдинген в Средней Франконии, что было редким исключением в нацистском государстве и обусловлено только высоким положением отца. Здесь родился его младший брат Ульрих. Ханс Магнус Энценсбергер пережил последние дни Второй мировой войны в составе фольксштурма. Он ушёл со службы и смог вернуться домой.
После войны окончил среднюю школу в Нёрдлингене и поддерживал семью, работая торговцем на чёрном рынке, переводчиком и барменом. С 1949 года благодаря стипендии Немецкого национального академического фонда изучал литературу и философию в Эрлангене, Фрайбурге, Гамбурге и Сорбонне в Париже. В 1955 году получил докторскую степень, защитив диссертацию о поэтике Клеменса Брентано. 
До 1957 года работал редактором на Южнонемецком радио в Штутгарте. В 1957 году опубликовал свой первый сборник стихов «Защита волков». Уже эти стихи продемонстрировали убежденность автора в том, что поэзия может пересказывать события, объяснять теории и выражать идеи, что их содержание не ограничивается настроениями и чувствами.
Энценсбергер посетил несколько собраний группы 47. С 1957 года он работал свободным писателем в Странде (Вестланн, западная Норвегия), в 1959 году уехал на год в Ланувио недалеко от Рима, в 1960 году работал редактором в издательстве Suhrkamp во Франкфурте-на-Майне, а в 1961 году уединился на Хьёме, острове в Осло-фьорде. В 1963 году он получил премию Георга Бюхнера.
В 1966 году на съезде Союза писателей СССР в Баку познакомился с 23-летней Марией Макаровой (Алигер), дочерью писателя Александра Фадеева и поэтессы Маргариты Алигер. Ради неё оставил свою жену-норвежку Дагрун, от которой в 1957 году у него родилась дочь Танакиль. В 1967 году он и Макарова поженились, но через несколько лет расстались. Оглядываясь назад, Энценсбергер назвал эту связь своей «безумной любовью».
В 1968 году из-за несогласия с внешней политикой США он отказался от стипендии Уэслианского университета и уехал на год на Кубу. С 1965 по 1975 год издавал журнал Kursbuch.
С 1985 по 2004 год был редактором книжной серии Die Andere Bibliothek («Другая библиотека»), выходившей во Франкфурте. В 1980 году вместе с чилийским писателем Гастоном Сальватором основал ежемесячный альманах «TransAtlantik». Путешествовал по СССР. Его стихи в переводах Льва Гинзбурга и Вячеслава Куприянова появились в антологиях и журналах в середине 1960‑х годов.
Произведения Ханса Энценсбергера переведены более чем на 40 языков мира.

### Книги в переводе на русский язык
- Дух числа: книга под подушку для всех, кто боится математики. / Пер. с нем. И. Калинин; иллюстрации Ротраут Сюзанн Бернер. — СПб.: Страта, 2013. — 253 с. : цв. ил. — ISBN 978-5-906150-07-3 (Просто)
- Индустрия сознания. — Пер. с нем. Т. Зборовской. — М.: Ад Маргинем Пресс, cop. 2016. — 96 с. — ISBN 978-5-91103-323-1 (Серия Minima; 24)
- Головоломка. Тексты для текстов не читающих: стихотворения и проза. — Пер. с нем. В. Куприянова. — М.: ОГИ, 2019. — 190 с.: портр.; 1000 экз. — ISBN 978-5-94282-858-5
- Гибель «Титаника»: комедия. — Пер. с нем. Св. Городецкого. — СПб.: Изд-во Ивана Лимбаха, 2019. — 133 с.; 2000 экз. — ISBN 978-5-89059-349-8

## Премии
- Премия Георга Бюхнера, 1963
- Премия Генриха Бёлля
- Премия Генриха Гейне
- Премия мира имени Ремарка
- Премия принцессы Астурийской
- Премия Гриффина (Канада)
- Премия Соннинга (Дания), 2010